# Myiornis
Myiornis és un gènere d'ocells de la família dels tirànids (Tyrannidae). Agrupa espècies natives de l'Amèrica tropical (Neotròpic) on es distribueixen des de Costa Rica a Amèrica Central, a través d'Amèrica del Sud fins al nord-est de l'Argentina; també a Trinitat.

## Descripció
Les espècies d'aquest gènere són tirànids pigmeus, minúsculs, que es troben entre els passeriformes més petits del món, mesurant entre 6,5 i 7,5 cm de longitud. Pràcticament sense cua, són tímids i furtius a la vora de selves humides de baixa altitud i generalment es fan notar per les vocalitzacions.

## Taxonomia i etimologia
Hi ha una forma de Myiornis encara no descrita per la ciència, suposadament una nova espècie, la “tirà menut de Maranhão-Piaui” (en traducció lliure), amb distribució al nord-est del Brasil (est de Pará, Maranhão, Piaui). També hi ha una subespècie de M. auricularis, el “tirà menut de Pernambuco-Bahia” (també traducció lliure) amb distribució per l'est del Brasil des de Pernambuco al sud fins al centre de Bahía.
Els amplis estudis geneticomoleculars realitzats per Tello et al. (2009) van descobrir una quantitat de relacions noves dins de la família Tyrannidae que encara no estan reflectides en la majoria de les classificacions. Seguint aquests estudis, Ohlson et al. (2013) van proposar dividir Tyrannidae en cinc famílies. Segons l'ordenament proposat, Myiornis pertany a la família Rhynchocyclidae (Berlepsch, 1907), en una nova subfamília Todirostrinae (Tello, Moyle, Marchese & Cracraft, 2009) juntament amb Taeniotriccus, Cnipodectes, Todirostrum, Poecilotriccus, Hemitriccus, Atalotriccus, Lophotriccus i Oncostoma. El Comitè Brasiler de Registres Ornitològics (CBRO) adopta aquesta família, mentre el Comitè de Classificació de Sud-americà (SACC) espera propostes per analitzar els canvis.
El nom genèric Myiornis es compon de les paraules del grec antic «μυια (muia)», «μυιας (muias)» que significa “mosca”, i «ορνις (ornis)», «ορνιθος (ornithos)» que significa “ocell”.
Segons la Classificació del Congrés Ornitològic Internacional (versió 14.2, 2024) aquest gènere està format per 4 espècies:
- Myiornis auricularis - tirà menut orellut.
- Myiornis albiventris - tirà menut ventreblanc.
- Myiornis atricapillus - tirà menut de capell.
- Myiornis ecaudatus - tirà menut cuacurt.